# Seedorf (Kreis Segeberg)
Seedorf település Németországban, Schleswig-Holstein tartományban. Lakosainak száma 2226 fő (2023. december 31.).

## Népesség
A település népességének változása:
| Lakosok száma | 1774 | 2187 | 2186 | 2212 | 2249 | 2226 |
|               | 1975 | 2017 | 2019 | 2021 | 2022 | 2023 |